# Канадская любительская хоккейная лига
Канадская Любительская Хоккейная Лига (Canadian Amateur Hockey League - CAHL) — одна из первых мужских любительских хоккейных лиг,основанная в 1898 году.

## История
Первый сезон Лига провела в 1899 году,после прекращения существования Любительской Хоккейной Ассоциации Канады.Решение о создании новой лиги приняли боссы команд Квебек , Монреаль Викториас , Оттава.Позже к ним присоединился Монреаль Шэмрокс.
Был создан исполнительный комитет:
- Х. Уилсон, (президент)
- А. Е. Свифт, Квебек (I вице-президент)
- Е. П. Мерфи ,(II вице-президент)
- Джордж Джонс, (секретарь-казначей)

В первом сезоне приняли участие следующие команды: Montreal Hockey Club, Montreal Shamrocks†, Montreal Victorias, Ottawa Hockey Club и Quebec HC.Первым Чемпионом Лиги стал Монреаль Шэмрокс.В 1900 году команда повторила свой успех.Следующий сезон выиграла ХК Оттава.Чемпионом 1902 года стал ХК Монреаль.На следующий год чемпионом вновь стала Оттава.В предпоследнем сезоне победу одержала команда из Квебека Хоккейный клуб Квебек.
Состав последнего сезона CAHL был следующим : Montreal HC, Montreal Le National, Montreal Shamrocks, Montreal Victorias, Montreal Westmount and Quebec HC.Последними чемпионам стали игроки Викториас.После этого появилась новая лига - Любительская Хоккейная Ассоциация Восточной Канады.

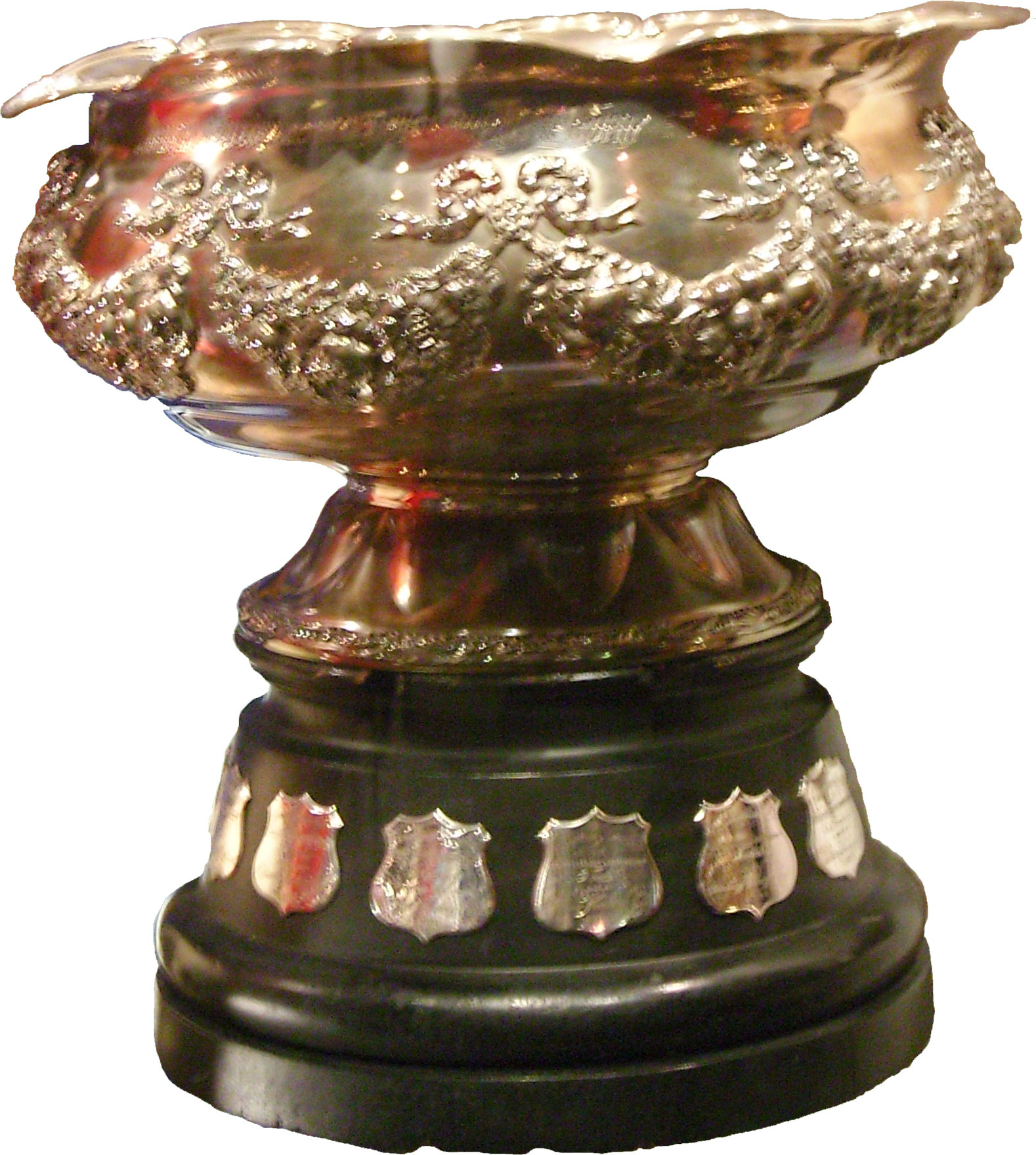
Трофей чемпиона КЛХЛ.